# Łybedź
Łybedź (ukr. Либідь) – postać legendarna, siostra założycieli Kijowa: Kija, Szczeka i Chorywa. Wspomniana w Powieści minionych lat, nie poświęcono jej jednak poza tą wzmianką większej uwagi.
Prawdopodobnie postać eponimiczna, związana z nazwą przepływającej przez Kijów rzeki Łybid. Być może postać Łybedzi została zaczerpnięta przez Nestora z ludowych bajek, w których występuje pani złotych jabłek i żywej wody o imieniu Złoty Łabędź. Imię postaci nie jest jasne, wiąże się je najczęściej ze słowem łabędź (ukr. ле́бідь) lub wywodzi od prasłowiańskiego *łyb- „szczyt, wierzchołek”, może to jednak być również zapożyczenie skandynawskie.